# Helegiu
Helegiu – wieś w Rumunii, w okręgu Bacău, w gminie Helegiu. W 2011 roku liczyła 1055 mieszkańców.